# Karklėnai
Karklėnai is een plaats in het Litouwse district Šiauliai. De plaats telt 401 inwoners (2001).